# ريكي يعقوبي
ريكي يعقوبي أو ريكي ياكوبي (Ricky Yacobi) (ولد ريكي بن يعقوب (Ricky bin Yacub)، 12 مارس 1963 - 21 نوفمبر 2020) كان لاعب كرة قدم إندونيسي. كان يلعب عادة كمهاجم وكان أحد أبرز لاعبي كرة القدم الإندونيسيين في الثمانينيات. كان لقبه هو "الإندونيسي بول برايتنر". صنع لنفسه اسمًا في دورة الألعاب الآسيوية عام 1986 عندما قاد منتخب إندونيسية لكرة القدم.
عام 1988 اشتراه نادي ماتسوشيتا الياباني (المعروف حاليًا باسم غامبا أوساكا)، لكنه فشل في إحداث تأثير مع الفريق بسبب المناخ والظروف الجوية. لعب 6 مباريات فقط مع الفريق، وسجل هدفاً واحداً.

## وفاته
توفي ريكي يعقوبي في 21 نوفمبر 2020 عن عمر يناهز 57 عامًا بسبب نوبة قلبية أثناء لعب كرة القدم في مجمع جيلورا بونج كارنو الرياضي في جاكرتا، إندونيسيا.